# توم فان دير لي
توم فـان دير لي هو سياسي هولندي، ولد في 9 يوليو 1964. نشط حزبياً في حزب اليسار الأخضر. في الانتخابات التشريعية الهولندية 2017، انتخب عضو مجلس نواب هولندا ‏ (23 مارس 2017 – ).

## وصلات خارجية
- الموقع الرسمي